# Strålenhielm
Strålenhielm var en svensk adelsätt.

## Historik
Ätten Strålenhielms förste kände stamfäder är kyrkoherde Håkan Arvidsson Gallander och Kristina Danielsdotter Bringh i Bergs socken, Kronobergs län. Gallanders son Arvid Gallander föddes 1665 på prästgården och blev salpetersjuderiinspektor i Kalmar län och på Öland. Han adlades 1720 med namnet Strålehielm och introducerades 1723 i riddarhuset under nummer 1761.